# УС Сасуоло Калчо
Унионе Спортива Сасуоло Калчо (на италиански: Unione Sportiva Sassuolo Calcio, sasˈswɔːlo) е италиански футболен отбор от град Сасуоло в регион Емилия-Романя.

## История
Отборът е основан през 1920 г. През 2006 г. успява да се класира в Серия Ц1 като на плеоф побеждава отбора на Сансовино. В следващите години отбора доказва, че ще е сред основните претенденти за влизане в Серия Б. През 2007 година е назначен като старши треньор Масимилиано Алегри, като мечтата на ръководсвото на клуба е класиране в Серия Б. В крайна сметка мечтата им се сбъдва, като още през 2008 г. Сасуоло печели Серия Ц1 за първи път в историята си и се класира в Серия Б също за пръв път. Въпреки напускането на Масимилиано Алегри, отбора се представя изненадващо добре във второто ниво на италианския футбол. Така през сезон 2012/13 Сасуоло постига исторически успех като печели Серия Б и се класира в Серия А за пръв път в историята си. В първия си мач от Серия А, отборът на Сасуоло губи от Торино като гост с 2 – 0. Първият гол за Сасуоло в италианския елит е отбелязан в 66-а минута от Симоне Дзадза в мач срещу отбора на Ливорно, а първата спечелена точка в е спечелена срещу отбора на Наполи в мач от петия кръг на сезон 2013/14 завършил 1 – 1. Първата победа е постигната срещу отбора на Болоня. Най-запомнящия се мач на отбора в първия си сезон в Серия А е сензационната победа над гранда Милан постигайки обрат от 0 – 2 до 4 – 3 с 4 гола на Доменико Берарди. В дебютния си сезон в Серия А, Сасуоло успява да оцелее след победа над ФК Дженоа в 37-ия кръг на сезон 2013/14.

## Успехи
- Серия А
  - 6-о място (1): 2015/16

- Серия Б
  -  Шампион (1): 2012 – 2013

- Серия Ц1
  -  Шампион (1): 2007/08 (група A)

## Европейски турнири
| Сезон   | Турнир | Фаза         | Домакин     | Общ резултат | Гост           | Първи мач | Втори мач |
| ------- | ------ | ------------ | ----------- | ------------ | -------------- | --------- | --------- |
| 2016/17 | ЛЕ     | Трети кръг   | Люцерн      | 1:4          | Сасуоло        | 1:1       | 3:0       |
|         |        | Плейоф       | Сасуоло     | 4:1          | Цървена Звезда | 3:0       | 1:1       |
|         |        | Групова фаза | Сасуоло     | -            | Атлетик Билбао | 3:0       | 2:3       |
|         |        | Групова фаза | Генк        | -            | Сасуоло        | 1:3       | 0:2       |
|         |        | Групова фаза | Рапид Виена | -            | Сасуоло        | 1:1       | 2:2       |

## Цветове
Цветовете на отбора зелено и черно, като са дарени от английския ФК Ланкастър Роувърс.

## Успехи
- Серия Б (1) – 2013
- Серия Ц1 (1) – 2008

### Други (неофициални)
- ТИМ Къп (1) – 2013

## Състав
Последна актуализация: 18 август 2018